# Luigi Travaglino
Luigi Travaglino (ur. 6 września 1939 w Brusciano we Włoszech) – duchowny katolicki, arcybiskup, nuncjusz apostolski.

## Życiorys
15 sierpnia 1962 otrzymał święcenia kapłańskie i został inkardynowany do diecezji Nola. W 1968 rozpoczął przygotowanie do służby dyplomatycznej na Papieskiej Akademii Kościelnej.
4 kwietnia 1992 został mianowany przez Jana Pawła II nuncjuszem apostolskim w Gambii, Gwinei i Liberii oraz biskupem tytularnym diecezji Litterae. 
Sakry biskupiej 26 kwietnia 1992 udzielił mu papież Jan Paweł II. 
Następnie w 1995 został przedstawicielem Watykanu w Nikaragui. W 2001 wrócił do Watykanu gdzie został oficjałem w Sekretariacie Stanu.
5 stycznia 2011 został obserwatorem Stolicy Apostolskiej przy instytucjach Narodów Zjednoczonych ds. wyżywienia i rolnictwa: FAO, Międzynarodowym Funduszu Rozwoju Rolnictwa i Światowym Programie Żywnościowym. 
8 września 2012 został akredytowany również jako nuncjusz apostolski w Monako.